# Pselaphochernes italicus
Pselaphochernes italicus är en spindeldjursart som beskrevs av Beier 1966. Pselaphochernes italicus ingår i släktet Pselaphochernes och familjen blindklokrypare. Inga underarter finns listade i Catalogue of Life.